# Arturo Chacón
Arturo Chacón (20 de agosto de 1977, Navojoa, Sonora, México) es un cantante operístico mexicano con tesitura de tenor, ganador de la competencia Operalia en el 2005. Ha cantado en los principales teatros del mundo; entre ellos, la Ópera de Los Ángeles, el teatro de la Ópera de Washington y  el Houston Grand Ópera, así como en teatros europeos, entre los que se encuentran el Teatro Real (Madrid),Teatro Bolshoi de Moscú, La Fenice (Venecia), el Theater an der Wien (Viena), Gran Teatro del Liceo, Barcelona, Royal Festival Hall, Londres, la Ópera Estatal de Berlín y La Scala de Milán.

## Datos biográficos
.Arturo Chacón Cruz nació en Ciudad Obregón, Sonora, y creció en Navojoa y Hermosillo, se  licenció en el Estudio de Gran Ópera de Houston. También se graduó en otras instituciones, como los Talleres de SIVAM, el Instituto de Ópera de la Universidad de Boston y el  Programa de Ópera de Merola de San Francisco, California.[cita requerida]
Comenzó su carrera en el canto como mariachi desde su adolescencia y comenzó a estudiar canto lírico en 1997 con el tenor cubano Jesus Li Cecilio. En 1998 se trasladó a CDMX para estudiar en SIVAM, entonces en la Escuela Superior de Música. Su debut en el Palacio de Bellas Artes de la Ciudad de México fue en 1999 habiendo regresado al Palacio de Bellas Artes en diversas ocasiones para cantar ópera (La Traviata, Rigoletto, Manón, La Condenación de Fausto, Eugene Onegin) y varios conciertos operísticos. Debutó en el Carnegie Hall, en marzo del 2002, cantando la Misa de la Coronación, de Wolfgang Amadeus Mozart. En otras ocasiones ha cantado en el mismo sitio la Misa de Beethoven, el Te Deum de Charpentier Te Deum con la  Sinfónica de Nueva Inglaterra, un concierto con la New York Pops, y la ópera Mefistófeles de Arrigo Boito con el Collegiate Choral. Su carrera lo ha llevado a más de 30 países habiendo cantado más de 60 papeles del repertorio operístico, Oratorio y de la Zarzuela.
Se ha presentado en concierto para la reina Sofía y el rey Juan Carlos I de España, así como también ante todos los mandatarios de Iberoamérica y el rey Felipe de España durante la Cumbre Iberoamericana realizada en 2014.
Adicionalmente a una extensa discografía clásica existente, Chacón presentó a principios del 2014 su disco titulado “Arturo Chacón le canta a México”, acompañado por la Orquesta Filarmónica de Sonora. Recientemente presentó su primer disco con Mariachi, titulado “De México para el Mundo”, distribuido por Sony México.
Arturo debutó en La Scala de Milán en Los Cuentos de Hoffmann, interpretando el papel epónimo, recibiendo una respuesta muy cálida por parte del público y la prensa, señalando por ejemplo GB Opera en su crítica que “Retrató excelentemente al poeta enamorado, con una juventud que sólo lo hizo más atractivo, mostrando un gran dominio de su instrumento y un registro alto realmente agradable, en resumen, una participación brillante”.
Arturo ha sido apadrinado por dos de los cantantes de ópera más reconocidos:
El tenor Plácido Domingo, quien ha apoyado y enseñado a Arturo desde los inicios de su carrera y con quien continúa compartiendo el escenario con frecuencia. Chacón también fue apadrinado por el reconocido tenor mexicano Ramón Vargas, con quien ha trabajado ya por más de una década y con quien le une la amistad.
Actualmente, Arturo Chacón radica en Miami con su esposa y con su hijo.

## Reconocimientos
Chacón Cruz ha recibido diversos premios internacionales, incluyendo el Antonio Dávalos del Concurso Nacional Carlo Morelli de México y el Premio de Elección de la Audiencia en la Competición Eleanor McCollum de 2003, en Houston Ópera Magnífica. Ganador también en las Audiciones de la Ópera Metropolitana en la Región de Nueva Inglaterra, Plácido Domingo en  Operalia, 2005. Recibió el reconocimiento de Pro Ópera en México, también en 2005. En 2006, fue nombrado Artista  del Año por El Imparcial, Organización Cultural de su ciudad natal en Hermosillo.otros premios incluyen la medalla Sonorense distinguido 2008, la Medalla Alfonso Ortiz Tirado 2013, el premio “Estrella del año Manetti-Shrem” de la Ópera de San Francisco 2017, la medalla Moncayo 2018, fue nombrado Hombre del año por la revista GQ Latinoamérica, recibió el premio Plácido Domingo en 2019, en la ópera de Los Ángeles.
Fue aclamado por su papel de Rodolfo en La Boheme, debido a la belleza, sonoridad y juventud de su voz, así como su interpretación del papel.

## Repertorio
- Mario Cavaradossi, Tosca
- Arcadio en Daniel Catán Florencia en el Amazonas,
- Rodolfo en La boheme,
- Pinkerton En Madama Butterfly,
- Rinuccio En Gianni Schicchi,
- Ruggero en La Rondine,
- Lensky En Eugene Onegin de Chaikovski
- Alfredo en La traviata,
- Il Duca di Mantova En Verdi Rigoletto,
- El solo de Tenor en el Verdi Réquiem,[2]
- Romeo y Faust en Gounod Roméo et Juliette y Faust,
- Cristiano en Alfano  Cyrano de Bergerac,
- Idomeneo, rey de Creta, Mozart Idomeneo,
- Tamino en La flauta mágica,
- Marcello di Bruges en Donizetti  Il duca d'Alba,
- Nemorino En Gaetano Donizetti l'Elisir d'Amore,
- Des Grieux En Manon de Massenet,
- Werther, joven poeta, Werther,
- Hoffmann (poeta), Los cuentos de Hoffmann,
- Uriel en Haydn es La Creación.
- Señor Edgardo di Ravenswood en Lucía de Lammermoor
- Rigoletto Rigoletto, Verdi Aix en Provence julio de 2013

## Teatros
- Teatro de La Scala, Milán, Italia.
- Washington Ópera Nacional,
- Houston Ópera Magnífica,
- Centro nacional para las Artes escénicas, Beijing, China,
- Ópera Pacific,
- Berlín Staatsoper Unter den Tilo,
- Ópera de Detroit,
- El Keller Auditorio con la Portland Ópera,
- Ópera de Los Ángeles,
- Grazer Oper, Austria,
- Oper Köln, Alemania,
- Hamburgische Staatsoper, Hamburgo, Alemania,
- Teatro Comunale di Bologna,
- Teatro di San Carlo,
- Ópera de Connecticut
- Ópera de Cincinnati
- Palacio de las Artes Reina Sofía, España,
- Palacio de Bellas Artes, en México,
- Teatro de la Ciudad, en Ciudad de México,
- Sala Nezahualcóyotl, en Ciudad de México,
- Teatro Real en Madrid,
- Teatro La Fenice En Venecia,
- Teatro Regio di Torino, en Turín,
- Vatroslav Lisinski Sala de concierto, Zagreb, Croacia,
- Opéra Nacional de Montpellier y Festival de Francia Radiofónica,
- El Teatro Nacional de Miskolc en Hungría,
- Carnegie Sala, Ciudad de Nueva York,
- El Coro del Tabernáculo Mormón de Salt Lake City,
- Le Corum: Montpellier, Francia,
- Ópera de Lyon, Lyon, Francia,
- La ópera Real de Wallonie, Lieja, Bélgica,
- Centro nacional para las Artes escénicas (China),
- Aichi Triennale Festival, Nagoya, Japón
- Teatro Campoamor, Oviedo, España

## Discografía
- Marcello di Bruges, "El duque de Alba" de Gaetano Donizetti.
- Cristiano, Cyrano de Bergerac, DVD Liberación por Naxos Registros
- Presentado en Renée Fleming  Verismo CD
- Arturo Chacón le canta a México,
- De México para el Mundo Sony Music México